# اللغة البوسنوية
اللغة البوسنوية هي لغة البشناق المبنية على اللهجة الشتوكافية والمنتمية لعائلة اللغات السلافية الجنوبية.
تقترب اللغة البوسنوية من الصربية والكرواتية حيث كانت هذه اللغات حتى تفكك يوغسلافيا (1991) مجتمعة في لغة واحدة تدعى الصربوكرواتية.ويتحدث بها حوالي مليون من سكان يوغسلافيا السابقة.
تكتب البوسنوية رسميا باستخدام كل من الأبجدية اللاتينية والأبجدية السريلية، لكن اللاتينية هي الأكثر شيوعا. كما استخدمت أيضا البوسانچيتسا Bosančica (سيريلية بوسنوية) وأربيكا التي تكتب بالحروف العربية).
يرفض بعض اللغويون الصرب والكروات تسمية اللغة بالبوسنوية ويفضلون بدل ذلك البشناقية باعتبارها لغة البشناق وليست لغة دولة البوسنة والهرسك ككل كما يوحي اسم البوسنوية.

## معرض صور
- 1=الأكرماني, محمد (من القرن السابع عشر إلى القرن التاسع عشر)
- 1=إلهاميجا، عبد الوهاب سيجيد، 1773-1821
- 1=قواعد النحو في اللغة البوسنية: للمدارس الثانوية. الأجزاء 1 و2، دراسة الصيغة والأسلوب

## وصلات خارجية
- بوابة البوسنة والهرسك باللغة العربية